# 堪培拉酒店

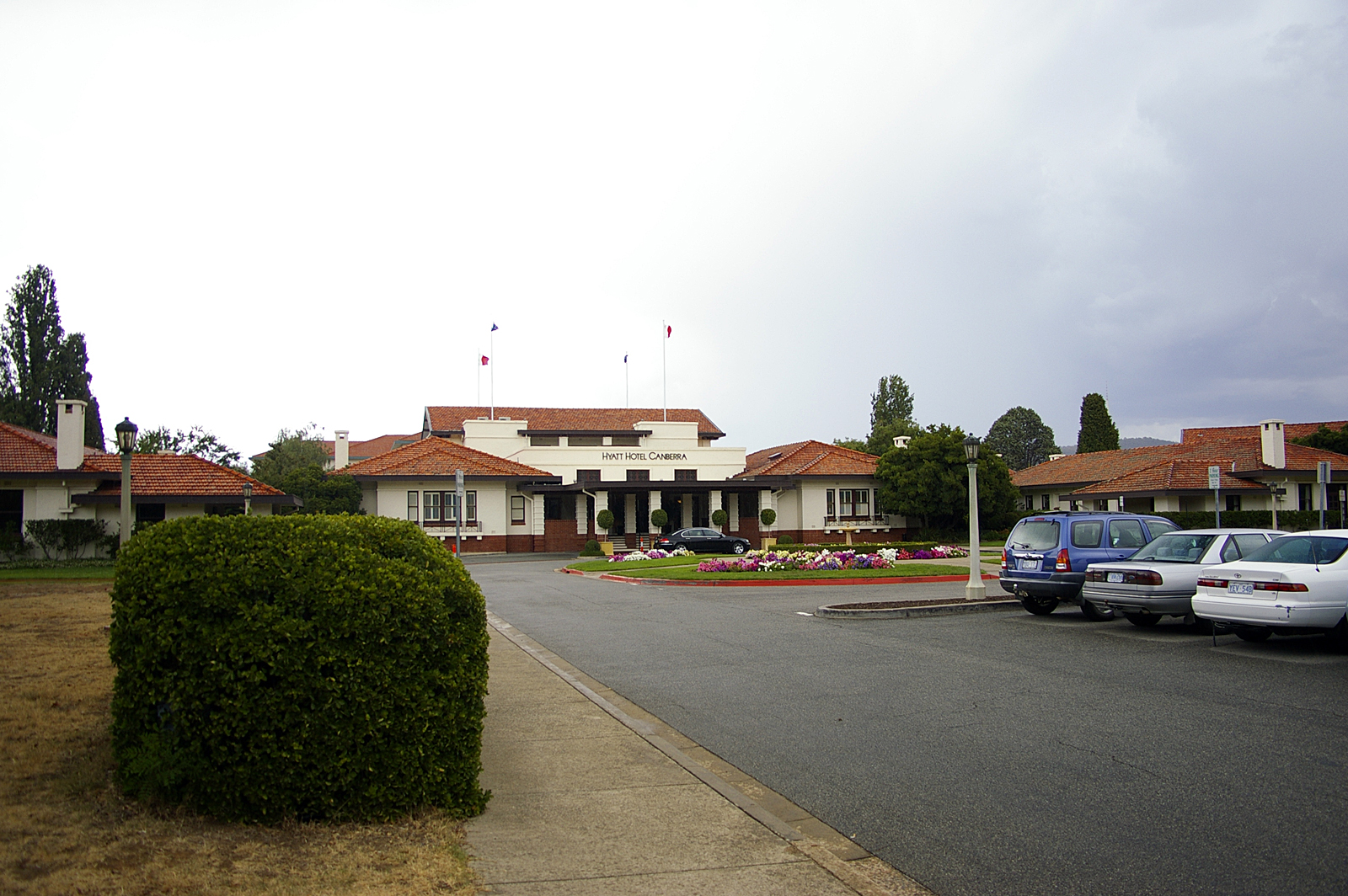
堪培拉酒店

堪培拉酒店（英語：Hotel Canberra），又称堪培拉凯悦酒店（Hyatt Hotel Canberra）是一间位于堪培拉亚勒兰拉的酒店，位于伯利·格里芬湖湖边，邻近堪培拉国会大厦。酒店是澳大利亚联邦国会搬迁到堪培拉时建造的，目的是服务前来开会的政客。酒店于1924年开幕，原名为1号宿舍（Hostel No. 1），在1927年更改为现名。